# Glossaire des statistiques
- Haut – A
- B
- C
- D
- E
- F
- G
- H
- I
- J
- K
- L
- M
- N
- O
- P
- Q
- R
- S
- T
- U
- V
- W
- X
- Y
- Z

Ceci est un glossaire de quelques termes utilisés en statistiques.

## E

### Étendue (ou gamme)
L'étendue d'une série statistique est la différence entre sa valeur la plus élevée et sa valeur la moins élevée.
ExempleSur une semaine de janvier on relève les températures suivantes : –2 ; –4 ; –7 ; +2 ; +6 ; –5 ; +1.
L'étendue est donc :
étendue = valeur la plus haute – valeur la moins haute = (+6) – (–7) = 13
La valeur située au milieu, i.e. à la moyenne arithmétique des extrema, est le milieu de gamme dit aussi milieu extrême. Dans l'exemple, ci-dessus le milieu de gamme est :
(–7) + ((+6) – (–7))/2 =  (–7) + 6.5 = –0.5

## G

### Gamme
Voir étendue.

## M

### Médiane
La médiane d'une série statistique est le nombre qui partage cette série statistique en deux parties de même effectif, les valeurs du caractère étant rangées dans l'ordre croissant.
C'est un critère de position.
Un premier exemple :
Soit la série statistique 2 ; 5 ; 6 ; 7 ; 8 ; 9 ; 10 ; 12 ; 13 ; 14 ; 15.
Son effectif total est 11 donc la médiane de cette série est sa sixième valeur, ici 9.
En pratique, pour la calculer, il faut distinguer deux cas :
- Premier cas : l'effectif total {\displaystyle N\,} de la série est impair

Dans ce cas, la médiane {\displaystyle M\,} est la valeur située à la position {\displaystyle {\frac {N+1}{2}}\,}.
Exemple : Soit la série statistique rangée par valeurs ascendantes:
| Position | 1 | 2 | 3 | 4 | 5  |
| Valeur   | 5 | 6 | 7 | 8 | 12 |

Son effectif total est {\displaystyle N\,=5} donc la médiane {\displaystyle M\,} est la valeur située à la position
{\displaystyle {\frac {5+1}{2}}=3\,}, donc {\displaystyle M\,=7} .
- Deuxième cas : l'effectif total {\displaystyle N\,} de la série est pair

À ce moment-là, n'importe quel nombre compris entre les valeurs aux positions {\displaystyle {\frac {N}{2}}\,} et {\displaystyle {\frac {N}{2}}+1\,} peut être considéré comme une médiane de la série. En pratique, la médiane {\displaystyle M\,} est généralement la moyenne de ces deux valeurs.
Exemple : Soit la série statistique :
| Position | 1 | 2 | 3 | 4 |
| Valeur   | 5 | 6 | 7 | 8 |

Son effectif total est {\displaystyle N\,=4},
La moyenne des valeurs aux positions 2 et 2+1 est {\displaystyle M\,=} {\displaystyle {\frac {6+7}{2}}\ =6,5}

### Mode
Le mode d'une série statistique est la valeur qui a le plus grand effectif.
C'est un critère de position.
Exemple : Soit la série statistique :
| Valeurs {\displaystyle x_{i}\,}   | 1 | 2  | 3 | 4 |
| Effectifs {\displaystyle n_{i}\,} | 5 | 12 | 8 | 7 |

Ici, le mode est 2 car il a un effectif de 12.